# Magareće trke u Tribunju
Magareće trke u Tribunju su kulturno-turistička manifestacija Šibensko-kninske županije koja se tradicionalno održava u Tribunju.
Manifestacija ima svoje korijene u 1952. godini kada su tribunjski studenti, provodivši ljetne praznike u svojem rodnom mjestu, osmislili i organizirali prvu trku magaraca. Inicijativa mladih akademaca brzo je prerasla u tradiciju koja traje do danas. Od 1957. godine trke se neprekidno održavaju.
Svake godine prvog dana kolovoza na tribunjskoj rivi održava se ovaj događaj. Ruta trke vodi oko starog sela (koji se zove „otočić”). Specifičnost trke ogleda se u tome što na magarcima jašu isključivo muškarci porijeklom iz Tribunja, odjeveni u tradicionalnu narodnu nošnju.
U novije vrijeme manifestacija je proširena na dvodnevni festival koji uključuje:
- Međuopćinske magareće trke s učešćem više ekipa
- Ženske magareće trke
- Glazbeni program s nastupima poznatih izvođača
- Svečani mimohod s glazbenom pratnjom od plaže Zamalin do trga Pijaca[4]

Natjecanje se obično sastoji od utrke, nakon čega slijedi proglašenje pobjednika i zabavno-glazbeni program.
Organizaciju trka preuzela je udruga „Hrvatski tovar”. Poseban doprinos zaštiti ovih životinja dao je otok Logorun pokraj Tribunja koji je, zahvaljujući „Društvu za zaštitu magaraca”, postao prvi rezervat za magarce u svijetu.